# Polycesta angulosa
Polycesta angulosa är en skalbaggsart som beskrevs av Jacquelin Du Val 1856. Polycesta angulosa ingår i släktet Polycesta och familjen praktbaggar. Inga underarter finns listade i Catalogue of Life.